# Ireneo Paz
José Ireneo Paz Flores (Guadalajara, 3 de julio de 1836 - Mixcoac, 4 de noviembre de 1924) fue un abogado, historiador, escritor y periodista mexicano. Fue abuelo del escritor mexicano, Premio Nobel de Literatura, Octavio Paz.

## Datos biográficos
Nació el 3 de julio de 1836, en Guadalajara, Jalisco, siendo hijo de Matías Paz y de Teresa Flores. Llegó a Colima en 1863. Fue magistrado del Supremo Tribunal de Justicia. En 1864 el gobernador Julio García lo nombró Secretario General de Gobierno del Estado. Participó en los combates contra los franceses por la ciudad de Colima. Firmó el pacto de Zacate-Grullo, mismo que afectaba a los no combatientes y propietarios. En su obra Algunas Campañas narra aspectos sobre las luchas de los estados de Colima y Jalisco durante el Segundo Imperio Mexicano. Apoyó a Porfirio Díaz en el Plan de la Noria. Murió a los 88 años en 1924, en la Ciudad de México. Su nieto Octavio Paz fue Premio Nobel de Literatura.
Se recuerda el funesto episodio en que Ireneo Paz mató en duelo a otro periodista connotado de la época, Santiago Sierra Méndez, hermano de Justo Sierra Méndez e hijo de Justo Sierra O'Reilly. Paz tuvo diferencias ideológicas y políticas con Santiago Méndez Ibarra, abuelo de Santiago Sierra Méndez, de donde habría surgido el motivo del duelo.

## Obras
Obras de teatro 
- El poeta y la lugareña, obra teatral, 1865
- La manzana de la discordia, 1871
- Llueven ingleses, 1873
- Cardos y violetas, segunda parte: Ensayos dramáticos, 1876, que contiene:
  - La bolsa o la vida, 1863
  - Los héroes del día siguiente, 1871
  - El don de errar, 1876
- Estar para fiestas, 1878
- Al borde del abismo, 1885

Novelas históricas

- La piedra del sacrificio, 1871
- Amor y suplicio, 1873
- Guadalupe, 1874
- Amor de viejo, 1874
- Doña Marina, 1883

Leyendas históricas
- Leyendas históricas I: El Lic. Verdad, 1886
- Leyendas históricas II: La Corregidora, 1887
- Leyendas históricas III: Hidalgo, 1887-1888
- Leyendas históricas IV: Morelos, 1889- 1890
- Leyendas históricas V: Mina, 1890-1891
- Leyenda histórica VI: Guerrero, 1893

- Leyenda histórica VII: Antonio Rojas, 1894-1895
- Leyenda histórica VIII: Manuel Lozada. El tigre de Alica, 1895
- Leyenda histórica IX: Su Alteza Serenísima, 1895-1896

- Leyenda histórica X: Maximiliano, 1899
- Leyenda histórica XI: ¡Juárez!, 1902
- Leyenda histórica XII: Porfirio Díaz, 1911
- Leyenda histórica XIII: Madero, 1913

Biografías y monografías
- Álbum de Hidalgo, 1875
- Algunas campañas, 1884
- Datos biográficos del general de división C. Porfirio Díaz, 1884
- Los hombres prominentes de México, 1889
- Los dos Antonios, 1891
- México Actual: Galería de contemporáneos, 1898
- Joaquín Murrieta: Vida y aventuras del más célebre bandido sonorense, 1897
- Álbum de la paz y el trabajo, 1910

Miscelánea
- Nueva guía de México, en inglés, francés y castellano, con instrucciones y noticias para viajeros y hombres de negocios, 1882-1887
- Comentarios a la Ley de 14 de diciembre de 1881 sobre reforma de diversos artículos del arancel de aduanas marítimas y fronterizas y estudio para facilitar su aplicación, 1882
- Lecturas manuscritas. Autógrafos de contemporáneos ilustres, 1888
- Diccionario del hogar, 1901
- La Exposición de París en 1900. México y las Repúblicas Latinas, 1904

Publicaciones inéditas
- Memorias de un viejo periodista (10 tomos)
- Lusitania
- Hernán Cortés
- Las posadas de flora
- El señor cura
- Un herejillo
- ¡Vencedor!
- La intrépida Susana
- Generoso
- Una flecha gloriosa
- La noche triste
- ¡Zapata!

Publicaciones no ubicadas
- Canas verdes
- El mártir del deber
- Conferencias infantiles. Cuentos útiles para los niños
- La Exposición Internacional de Chicago de 1893
- Discurso y poesías leídas en el aniversario del glorioso 5 de mayo de 1862

## Nota
1. ↑  Algunos autores han escrito el nombre como Irineo.